# Don Sunderlage
Don J. Sunderlage (Roselle, Illinois, 20 de diciembre de 1929-Lake Geneva, Wisconsin, 15 de julio de 1961) fue un jugador de baloncesto estadounidense que disputó 2 temporadas en la NBA. Medía 1,86 metros de altura y jugaba en la posición de Base. Fue All-Star en 1954.

## Trayectoria deportiva

### Universidad
Jugó durante 4 temporadas con los Fighting Illini de la Universidad de Illinois. En su temporada sénior llevó a su equipo a la consecución del título de la Big Ten Conference, alcanzando la Final Four de 1951. Fue elegido MVP de su conferencia y atleta del año de su universidad. Lideró la Big Ten en anotación, promediando 17,4 puntos por partido, acabando su carrera universitaria como líder histórico en puntos de los Illini, con 777.
En el total de su carrera promedió 10,2 puntos por partido, con un porcentaje de tiros de campo del 33,2%. Su camiseta con el número 10 fue retirada en 2008 por su universidad como homenaje.

### Profesional
Fue elegido en la novena posición del Draft de la NBA de 1951 por Philadelphia Warriors, pero no se incorporó a la liga hasta la temporada 1953-54, fichando por Milwaukee Hawks. En su primer año como profesional se convirtió en el máximo anotador de su equipo, con 11,2 puntos por partido, promediando además 3,3 rebotes y 2,8 asistencias. Ese mismo año fue elegido para disputar el All-Star Game, en el que anotó 4 puntos en los escasos 6 minutos que permaneció en pista.
Al año siguiente fue traspasado a Minneapolis Lakers a cambio de Pep Saul, pero se vio relegado al banquillo, siendo el suplente de Slater Martin, y jugando apenas 9 minutos por partido. Sus promedios fueron de 2,5 puntos y 1,2 rebotes por partido. Al acabar esa temporada, puso punto final a su trayectoria profesional. En el total de sus dos años promedió 7,7 puntos, 2,5 rebotes y 2,0 asistencias por partido.

## Estadísticas de su carrera en la NBA

### Temporada regular
| Temporada | Edad | Equipo             | Liga | P   | TIT | MIN  | TC  | TCA  | %TC  | 3P | 3PA | %3P | TL  | TLA | %TL  | R.OF. | R.DEF. | REB | ASIS | ROB | TAP | PER | FP  | PTS  |
| 1953-54   | 24   | Milwaukee Hawks    | NBA  | 68  |     | 32.8 | 3.7 | 11.0 | .340 |    |     |     | 3.7 | 5.0 | .748 |       |        | 3.3 | 2.8  |     |     |     | 3.9 | 11.2 |
| 1954-55   | 25   | Minneapolis Lakers | NBA  | 45  |     | 9.0  | 0.7 | 3.0  | .248 |    |     |     | 1.1 | 1.6 | .658 |       |        | 1.2 | 0.8  |     |     |     | 1.3 | 2.5  |
| Total     |      |                    | NBA  | 113 |     | 23.3 | 2.5 | 7.8  | .326 |    |     |     | 2.7 | 3.6 | .732 |       |        | 2.5 | 2.0  |     |     |     | 2.8 | 7.7  |

## Fallecimiento
Sunderlage falleció el 15 de julio de 1961 en Lake Geneva, tras un accidente de tráfico.